# 東洋バス
東洋バス株式会社（とうようバス）は、千葉県千葉市に本社を置き、八千代市を中心に路線を展開する日本のバス会社。大手系列に属さない独立系の中堅バス専業事業者で、子会社として千葉シーサイドバスがある。
京急グループの東洋観光（神奈川県）、読みが同じ東陽バス（沖縄県）とは無関係。

## 概要
本社は千葉市花見川区の幕張駅近くにある。2000年以降のバス事業の規制緩和の影響もあり、比較的輸送密度の低い幕張周辺の路線を2002年に新設した子会社の千葉シーサイドバスに委譲して経営の改善を図った。
運賃は対キロ区間制で、以前は中型バスで運行する一部の路線を除き、前乗り運賃前払い申告制であったが、2008年1月29日から均一運賃の勝田台駅北口 - 村上団地線を除き、整理券方式の後乗り前降り運賃後払い方式になった。
PASMO・Suicaなどの交通系ICカードは利用できなかったが、2019年4月1日発行「広報やちよ」2ページによると、八千代市長の服部友則がICカード対応の整備費用に対し補助する姿勢を見せた。
2020年（令和2年）3月15日、千葉シーサイドバスと同時にPASMO・Suica（交通系ICカード全国相互利用サービス対応カードを含む）が利用可能となった。同時に金額式IC定期券を発売し、同年3月14日をもって従来の紙式定期券と回数券を販売終了した。また、バス利用特典サービス（バス特）にも対応した。これに伴い、全路線が後乗り前降り方式になった。

## 沿革

### 創立時（1948年〜）
東洋バスは1948年に木島義夫により設立された。設立された理由は2つあり、1つは岩戸地区の交通の利便性の向上である。当時（1945年頃）岩戸周辺には北の木下方面にバスが運行されていたが、南側に至る手段が無かった。岩戸の南側には京成本線の臼井駅があるが、その間に印旛沼があり、これを渡る道路橋（今の船戸大橋）も存在していなかったからである。このため、岩戸から臼井側に至るには徒歩で渡し船を経由し、岩戸-臼井間は実に4時間を費やしていたため、印旛沼を避けて西側の八千代（大和田）に抜けるバスを運行しようということになったわけである。
もう1つは長作地区の交通の利便性の向上である。長作地区は近くに京成実籾駅があったのだが、南側にバス路線を作れば省線（後の国電総武線）幕張駅に直結し、東京にも千葉市中心部にも容易に行けるようになるだろうということである。
これらを背景に、1948年に大和田-岩戸間を開通したわけだが、ルートは不明である。現在は下宿-保品間を短絡的に結んでいるが、開通当時はこの道路がなく、逆水および神野を経由していた。幕張側の路線についても1956年まで八千代台駅がなく、実籾駅も非経由だったため詳細は不明である。
この頃の状況を示す資料は少ないが、インターネット上ではTHE 印旛村の印旛村と近在の、歴史の断片の吉田河岸と捷範橋（しょうはんばし）に、当初は大和田-吉田で開業し、その後岩戸に延長されたことが記されているが、ほかのどの資料を見ても岩戸まで開通したのが1948年である。

### 八千代町の団地の通勤手段（1954年頃〜）
1954年1月、千葉郡大和田町と睦村が合併し八千代町となった。「八千代」の地名はその際に公募によって付けられた瑞祥地名である。同年9月に印旛郡阿蘇村と合併し、現在の八千代市にほぼ近い形となった。八千代町の市制施行日は1967年1月1日である。
この間に八千代市（町）は、1956年に八千代台駅が開業し、翌年には八千代台団地が完成（八千代台駅西側）した。これをきっかけに八千代市の人口は急増し、その後の東洋バスの路線拡張の大きなきっかけとなった。当初は大和田駅（大和田営業所）を起点としていた東洋バスであったが、八千代台駅の開業によって一部の路線が同駅発着に変わる。
1962年には八千代工業団地が完成した。これに伴い、東洋バスは大和田駅および八千代台駅から工業団地に至る路線を開通させた。一部の便はさらに先の城橋、内宿、米本（現・阿蘇小学校）を通り、下高野まで至っていたようである。京成も津田沼駅発でここを通る路線を開通したようであるが、これを示す公開資料は今のところ見つかっていない。
その後、1965年前後に東洋バスは八千代市内（町内）循環線を開通した。ルートは八千代台駅〜高津観音〜市役所入口〜大和田駅〜グランド前〜八千代台駅というもので、後に大和田駅で分割運行される。
このほか、主要な路線の開通としては米本団地線と高津団地線の開通がある。米本団地は1970年、高津団地は1971年にそれぞれ入居が始まり、この足として開通したものである。米本団地線については、のち八千代市北端の小池まで延長される。
以上の経緯により、東洋バスは現在の路線エリアの原型を形作っていった。

### 白井線の開通（1974年頃〜）
ここまでの路線は大和田〜岩戸、大和田〜幕張という2つの路線を母体にし、主に今の八千代市街を中心に発展してきた。しかし、昭和40年代末より路線が他の地域に拡がるようになってきた。それがこれから述べる白井線である。
白井線は1974年頃開通。正確な記録は見つかっていないが、「広報やちよ」および『印西町資料集』（印西市立図書館にあり）によれば、同路線は1974年以降から大和田駅〜白井で運行されているという記録が残っているが、それ以前については記録がない。
「広報やちよ」によれば、1969年11月下旬〜1970年10月下旬まで神尾橋が架け替えのために通行止めだったため、この路線は運行できない。この路線の開通により、神尾橋より先、当時の印旛郡）印西町（現印西市）の船尾、武西地区および白井町（同白井市）の谷田、神々廻、白井地区に至るようになった。
これらの地区は当時の京成電鉄（のち、この地域に関してはちばレインボーバスに移管）が、既に昭和40年代以前より神崎線の支線として船橋駅〜神崎〜武西という路線および草深線として木下駅〜天王前〜開拓事務所前（現・原青年館、と書いたが現存するのか不明）を運行していた。『草深三百年史』（現在、同書は『千葉ニュータウン前史』になっている。）によると、1970年に草深線が改変され、武西〜神崎〜船穂（船尾）車庫〜天王前〜開拓事務所前という路線になった。その後、1973年に開拓事務所は解散しているので、この路線はその時点で存在意義を失い廃止になったらしい。
以上より、1973年または1974年頃に東洋バスが京成バスの廃止区間（神崎（＝町田）〜武西）を引き継ぐ形で大和田駅〜白井を開通させた。『印西町資料集』によれば、その当時は大和田駅〜白井便が2往復で、大和田〜船尾（＝船尾小学校）便が3往復とのことである。なお、1979年には船尾便の全便が武西まで延長されている。なお、東洋バスはこの付近に武西という停留所と、武西の一つ西に武西十字路という停留所を設けていたが、京成の武西停留所がどこなのか等、詳しいことは不明である。
また、白井線の開通ののち、佐倉市への乗り入れも行われた。大和田駅〜下市場〜上志津入口〜志津駅線がそれである。これも詳しい時期こそ不明であるが、京成の志津線が上志津入口（国道296線上、志津駅付近より200mほど西）〜勝田台駅間を区間廃止、すなわち京成の志津線が大和田駅〜国鉄佐倉駅間を走っていたものを勝田台駅までに短縮し、その後さらに上志津入口までに短縮した際に、勝田台駅（栄町）〜上志津入口間の路線が無くなってしまうため、これを東洋バスが引き継いだ。

### 小室への延伸、新山営業所の開設（1980年頃〜）
その後、東洋バスは北総開発鉄道線への乗り入れも開始した。すなわち、勝田台駅と国道16号線八千代市の北端である小池との間を運行していた米本団地線を、1982年4月8日に小室駅に延伸することとなったのである。米本団地〜小池間の延伸時期は不明であるが、1980年当時の千葉県バス協会によるバス路線図では小池までとなっている。
小室駅への延伸と同時に、八千代台駅〜米本団地線を村上橋を渡るルートに変更した。これは前年の1981年に同橋が架け替えられたことによるもので、1983年3月15日には、同じく村上橋を渡るルートで八千代台駅〜村上団地線も開通した。
また、時期が不明（米本団地線が小室駅まで至る前の話）であるが、下高野まで運行していた八千代工業団地線を工団第三までに短縮し、1983年に農業会館が営業を始めたのを受け、同年5月2日に工団第三〜農業会館間を延長している。
以上のように、路線エリアが北へと拡大し、大和田を通らない路線が徐々に増え始めたことから、この頃国道16号沿いに新山営業所を新設している。これを受け、1984年4月13日に八千代台駅、および岩戸から新山車庫に至る系統ができた。
それでも、この時代の東洋バスはかなりの路線が大和田営業所発着で、まだ上高野工業団地を経由する路線がなく、岩戸線も学校下・宮内経由であった。ただし、神野付近は下宿〜保品間をショートカットするようになったため、旧ルートを通る神野十字路折返線が新設された。同線は、八千代台→グランド→大和田→下市場→辺田前→宮内→米本→下宿→逆水→神野（神野十字路停留所の200mほど西）→神野十字路を経由してそこから広い道路を通って戻るというものであった。
東洋バスの高津団地停留所付近の営業所には、当時のバス路線図が2011年4月1日時点で現存していた。その路線図を基に、この時代の路線をまとめると以下のようになる。

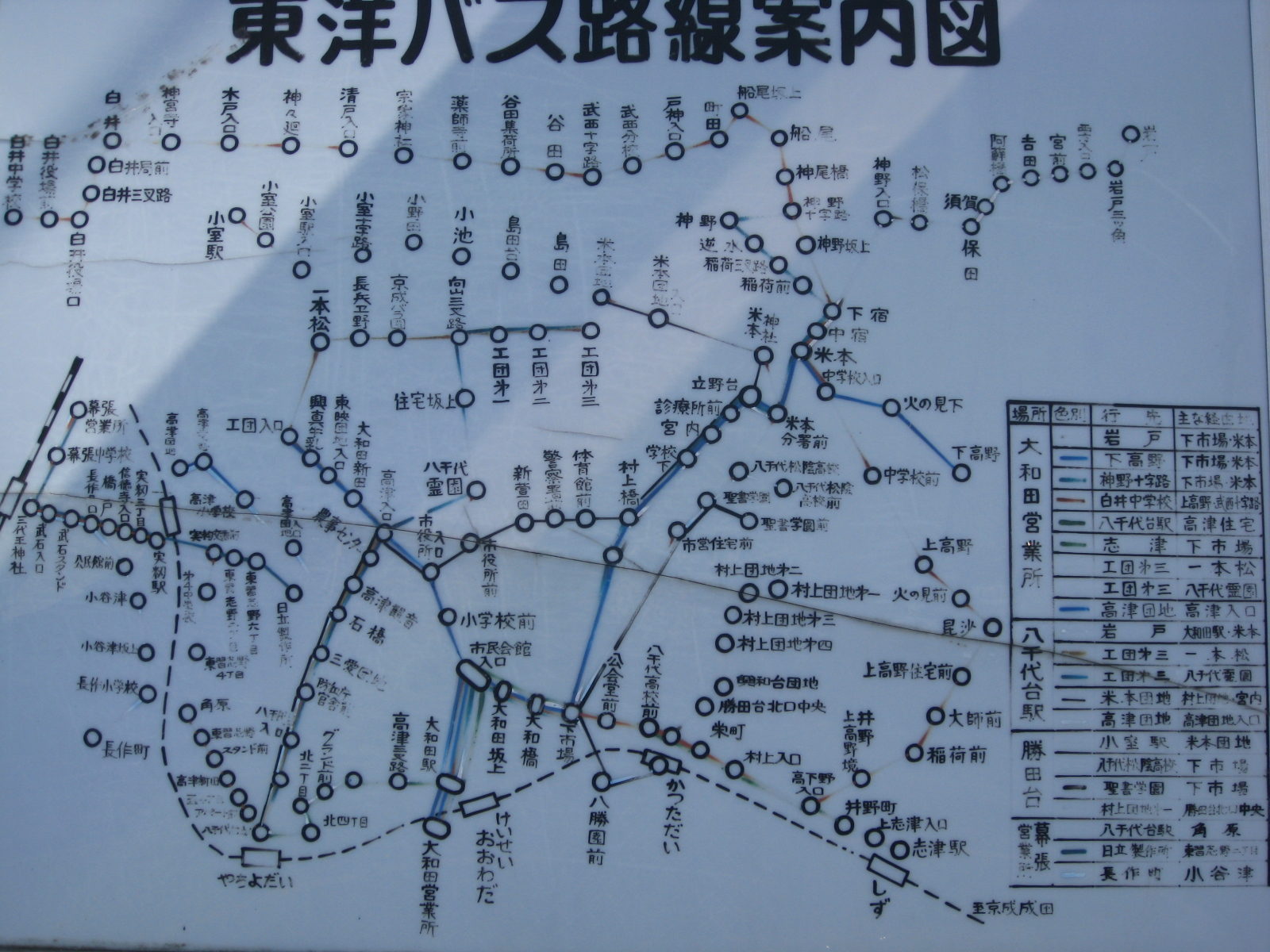
高津団地停留所付近に存在した、1980年代当時の東洋バス路線図

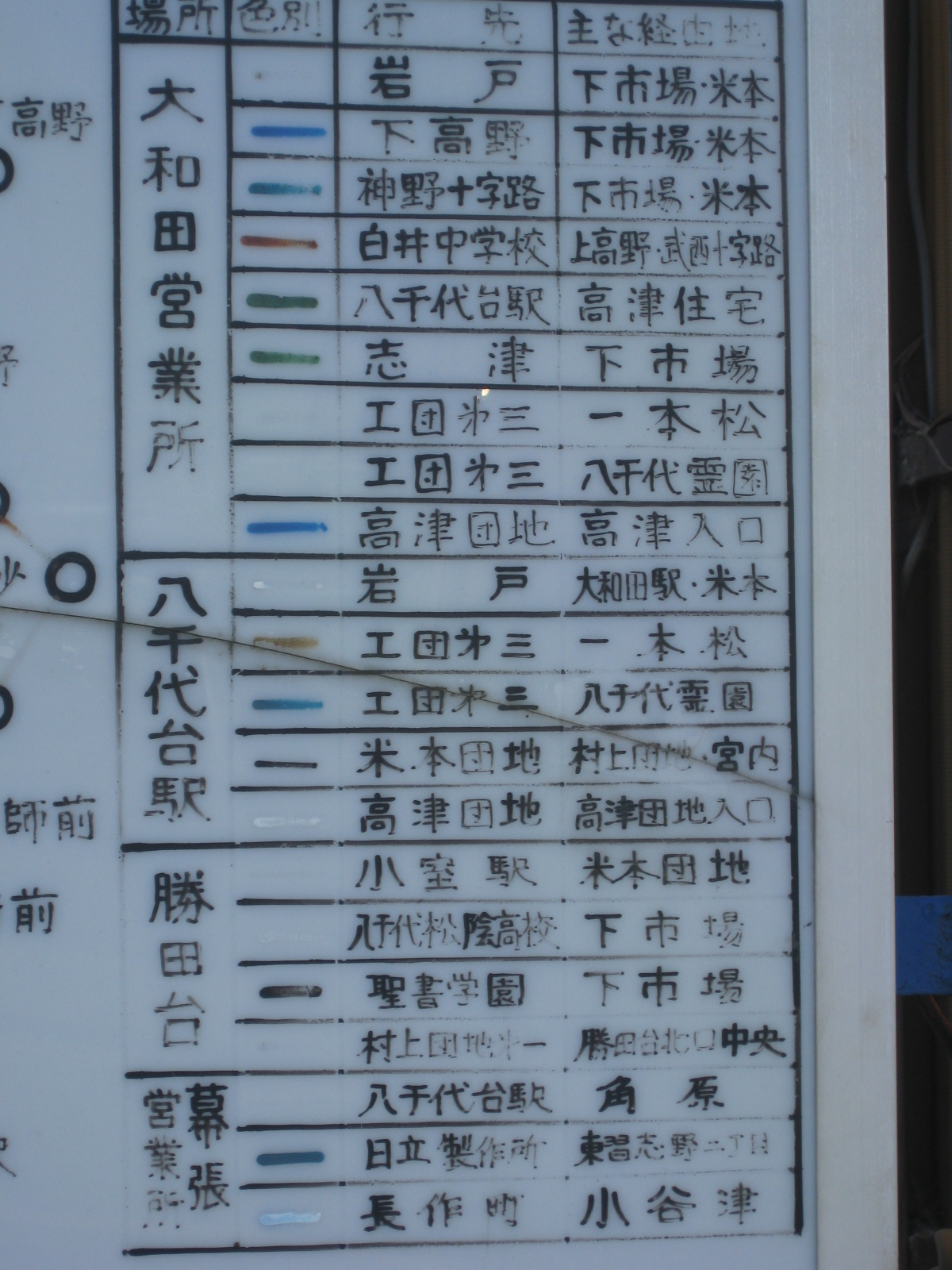
路線案内の部分

| 起点         | 終点         | 経由地                                                                   |
| 八千代台駅   | 岩戸         | グランド前・大和田駅・下市場・村上橋・米本                               |
| 八千代台駅   | 工団第三     | 三愛団地・高津入口・コーシン牛乳・一本松・京成バラ園                     |
| 八千代台駅   | 工団第三     | 三愛団地・高津入口・八千代霊園・住宅坂上                                 |
| 八千代台駅   | 米本団地     | 三愛団地・高津入口・市役所・村上橋                                       |
| 八千代台駅   | 高津団地     | 三愛団地・高津団地入口                                                   |
| 八千代台駅   | 幕張営業所   | 高津新田・実籾駅・武石入口                                               |
| 八千代台駅   | 大和田営業所 | グランド前                                                               |
| 八千代台駅   | 循環線       | 三愛団地・高津入口・大和田駅入口・大和田駅・グランド前                   |
| 大和田営業所 | 岩戸         | 下市場・村上橋・米本                                                     |
| 大和田営業所 | 工団第三     | 市民会館入口・小学校前・八千代霊園                                       |
| 大和田営業所 | 工団第三     | 市民会館入口・小学校前・コーシン牛乳・一本松                             |
| 大和田営業所 | 高津団地     | 市民会館入口・小学校前・高津入口                                         |
| 大和田営業所 | 神野十字路   | 下市場・村上橋・米本・逆水                                               |
| 大和田営業所 | 下高野       | 下市場・村上橋・米本・火の見下                                           |
| 大和田営業所 | 白井中学校   | 下市場・八千代高校・村上入口・稲荷前・上高野・米本・神野坂上・武西十字路 |
| 大和田営業所 | 志津駅       | 下市場・八千代高校・村上入口・上志津入口                                 |
| 勝田台駅北口 | 村上団地第一 | 勝田台北口中央                                                           |
| 勝田台駅     | 小室駅       | 八勝園前・下市場・聖書学園（現：英和高校）・米本団地                     |
| 勝田台駅     | 聖書学園     | 八勝園前・下市場                                                         |
| 勝田台駅     | 松陰高校     | 八勝園前・下市場                                                         |
| 幕張営業所   | 日立製作所   | 武石入口・実籾駅                                                         |
| 幕張営業所   | 長作町       | 武石入口・小谷津                                                         |

### 岩戸線の短縮
その後、1984年に新川大橋が開通し、1987年にはゆりのき台団地への入居が始まり、萱田地区が新しい住宅地として生まれ変わってきた。これを受け、東洋バスも新川大橋を通る路線が新設されていった。具体的には、幕張〜八千代台線の勝田台への延長（八千代中学校、市民会館経由）、勝田台駅〜市民会館〜ゆりのき台（現・八千代中央駅）〜農業会館〜睦台運動広場（睦小学校と睦中学校の中間付近）線の開通が挙げられる。同時に、京成萱田線（当時は草野車庫〜八千代西高校）のゆりのき台経由便の新設も行われた。
一方で、大和田駅〜国道296線〜下市場〜勝田台駅間については、鉄道への平行度が高いからということからか減便されることとなり、岩戸線は勝田台駅北口発着となり、上高野工業団地（1968年〜）内を通過するように路線を改められた。これと同時に上高野工業団地、上高野、大師前を循環する上高野循環線が新設され、一部は循環せずに村上車庫を発着。
この時点では、まだ大和田営業所が存在し、白井、志津、農業会館、八千代台の4方面にバスが至っていた。八千代台行きはグランド経由と高津入口経由の2経路があった。以上のうち、白井、志津、農業会館行については、営業所近傍のポールから発着し、グランド前を経由するバスについては踏切の西側（今の大和田駅入口停留所とほぼ同じ）を発着していた。
これらにより、東洋バスのほとんどの路線は八千代台駅または勝田台駅から利用することができるようになり、大和田駅での鉄道との乗り継ぎの意義はかなり薄くなってきた。

### ゆりのき台営業所の新設
その後、大和田営業所を萱田側に移転することとなり、1989年にゆりのき台営業所が開設された。移転により車庫面積は拡張され回送状況も向上した。これに伴い下表に示す路線改変が実施され、大和田営業所は閉鎖となった。ただし、この時点では大和田駅〜農業会館線や八千代台駅〜グランド前〜大和田駅線が存続していたため、敷地は折返場として残された。平成元年に白井町福祉センター（現・白井市福祉センター）が開所すると、白井線の同施設への乗り入れも開始される。
表 ゆりのき台営業所開設に伴う路線の改変
| 改変前                                                         | 改変後                                 |
| 大和田駅〜大師前〜白井中学校                                   | 勝田台駅北口〜白井中学校に短縮         |
| 大和田駅〜上志津入口〜志津駅                                   | 勝田台駅北口〜上志津入口〜志津駅に短縮 |
| 大和田駅〜下市場〜勝田台駅北口                                 | 大幅に減便                             |
| JR幕張駅〜八千代台駅〜三愛団地〜飯盛台〜市民会館〜勝田台駅北口 | 八千代台駅で分割                       |
| 勝田台駅北口→大師前→上高野十字路→工業団地第一→勝田台駅北口     | 廃止                                   |
| 勝田台駅北口→大師前→上高野十字路→英和高校→新山車庫             | 廃止                                   |

この結果、路線は下表の通りとなった。
表 ゆりのき台営業所開設直後の全路線
| 起点                                                                                            | 終点         | 経由地                                                         |
| 大和田駅                                                                                        | 勝田台駅北口 | 下市場                                                         |
| 大和田駅                                                                                        | 農業会館     | 一本松・工団第三                                               |
| 大和田駅                                                                                        | 農業会館     | 八千代霊園・工団第三                                           |
| 大和田駅                                                                                        | 下高野       | 下市場・米本・火の見下                                         |
| 八千代台駅                                                                                      | 農業会館     | 一本松・工団第三                                               |
| 八千代台駅                                                                                      | 農業会館     | 八千代霊園・工団第三                                           |
| 八千代台駅                                                                                      | 農業会館     | 高津新道                                                       |
| 八千代台駅                                                                                      | 米本団地     | 村上橋・宮内                                                   |
| 八千代台駅                                                                                      | 高津団地     | 高津観音                                                       |
| 八千代台駅                                                                                      | 高津団地     | 高津新道                                                       |
| 八千代台駅                                                                                      | 勝田台駅北口 | 北十丁目・大和田南・市民会館                                   |
| 八千代台駅                                                                                      | ゆりのき台   | 北十丁目・大和田南・市役所                                     |
| 八千代台駅                                                                                      | 村上団地     | 北十丁目・大和田南・村上橋                                     |
| 八千代台駅                                                                                      | 大和田駅     | グランド前                                                     |
| 八千代台駅                                                                                      | 循環線       | 三愛団地・高津入口・大和田駅入口・大和田駅・グランド前         |
| 勝田台駅                                                                                        | 小室駅       | 米本団地                                                       |
| 勝田台駅北口                                                                                    | 村上団地第一 | 勝田台北口中央                                                 |
| 勝田台駅北口                                                                                    | 白井中学校   | 下市場・大師前・米本・武西十字路・白井町福祉センター           |
| 勝田台駅北口                                                                                    | 志津駅       | 下市場・栄町                                                   |
| 勝田台駅北口                                                                                    | 岩戸         | 下市場・勝田台駅北口・上高野工業団地・米本                     |
| 勝田台駅北口                                                                                    | 村上車庫     | 上高野工業団地                                                 |
| 勝田台駅北口                                                                                    | 運動広場前   | 勝田台北口中央・市民会館・ゆりのき台（★）・農業会館・桑納（☆） |
| 勝田台駅北口                                                                                    | 下高野       | 勝田台北口中央・上高野工業団地・上高野公会堂・八千代病院       |
| 高津団地                                                                                        | 村上団地     | 八千代苑入口・新萱田・市民会館                                 |
| JR幕張駅                                                                                        | 八千代台駅   | 高津新田・八千代台駅                                           |
| JR幕張駅                                                                                        | 日立製作所   | 東習志野二丁目                                                 |
| JR幕張駅                                                                                        | 長作町       | 小谷津                                                         |
| 海浜幕張駅                                                                                      | 長作町       | ファミールハイツ                                               |

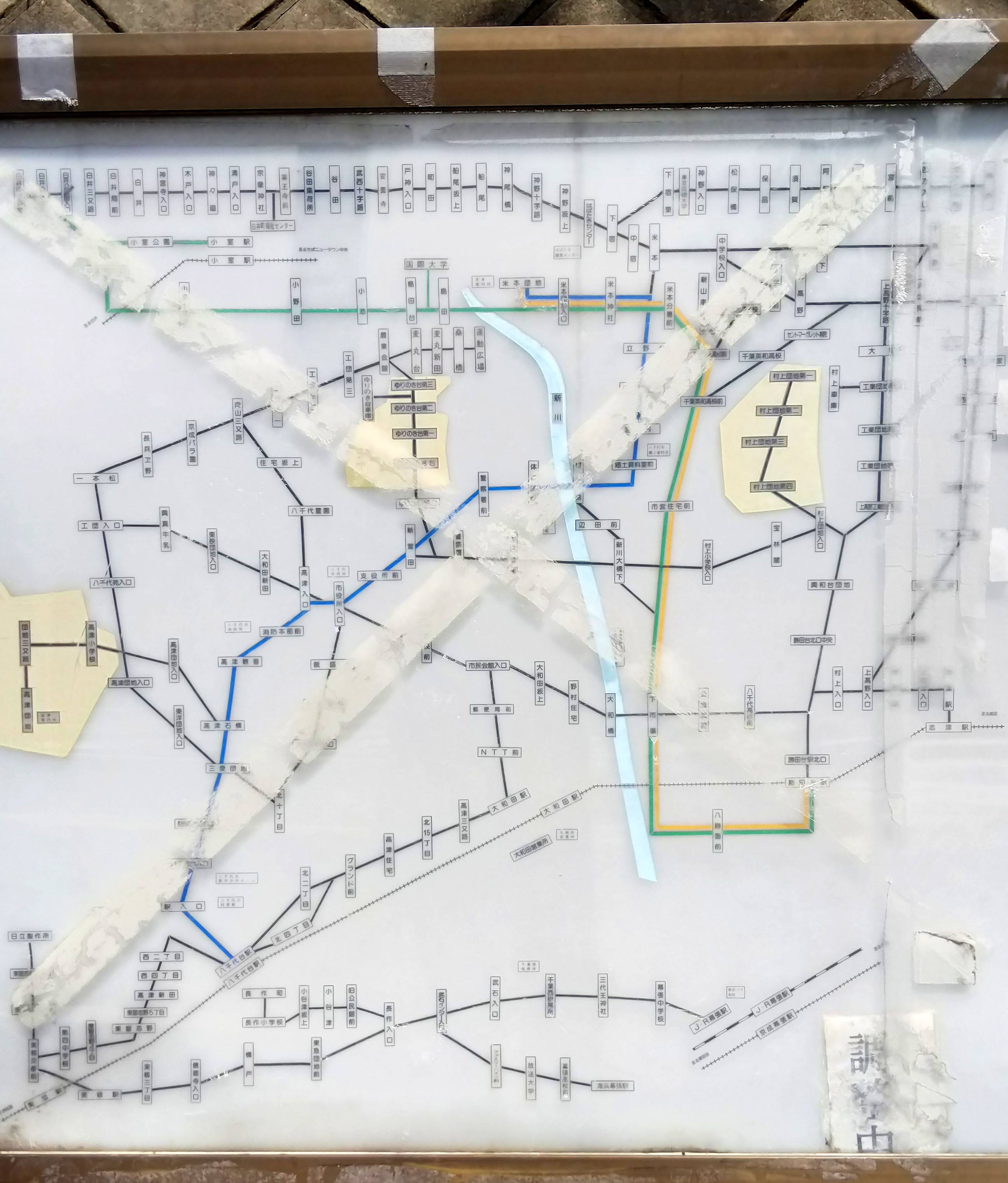
米本団地バス停に2019年5月22日時点で現存していた、東葉高速鉄道開業前の路線図。白井町福祉センターバス停も確認できる

| ★ゆりのき台＝現在の八千代中央駅 ☆桑納＝運動広場前のほぼ真南（当時の京成の桑納停留所とは異なる） |              |                                                                |

### 東葉高速鉄道の開通
1996年4月27日には東葉高速鉄道が開通、八千代市内には八千代緑が丘駅、八千代中央駅、村上駅、東葉勝田台駅の4駅が開業した。これを受け、八千代台～大和田線は入和田・飯盛台などを経て八千代中央駅行きに変更され、北15丁目～大和田駅間が廃止されるなど、路線網が大幅に再編された。また、岩戸線の一部の便は印旛中学校へ延伸された。

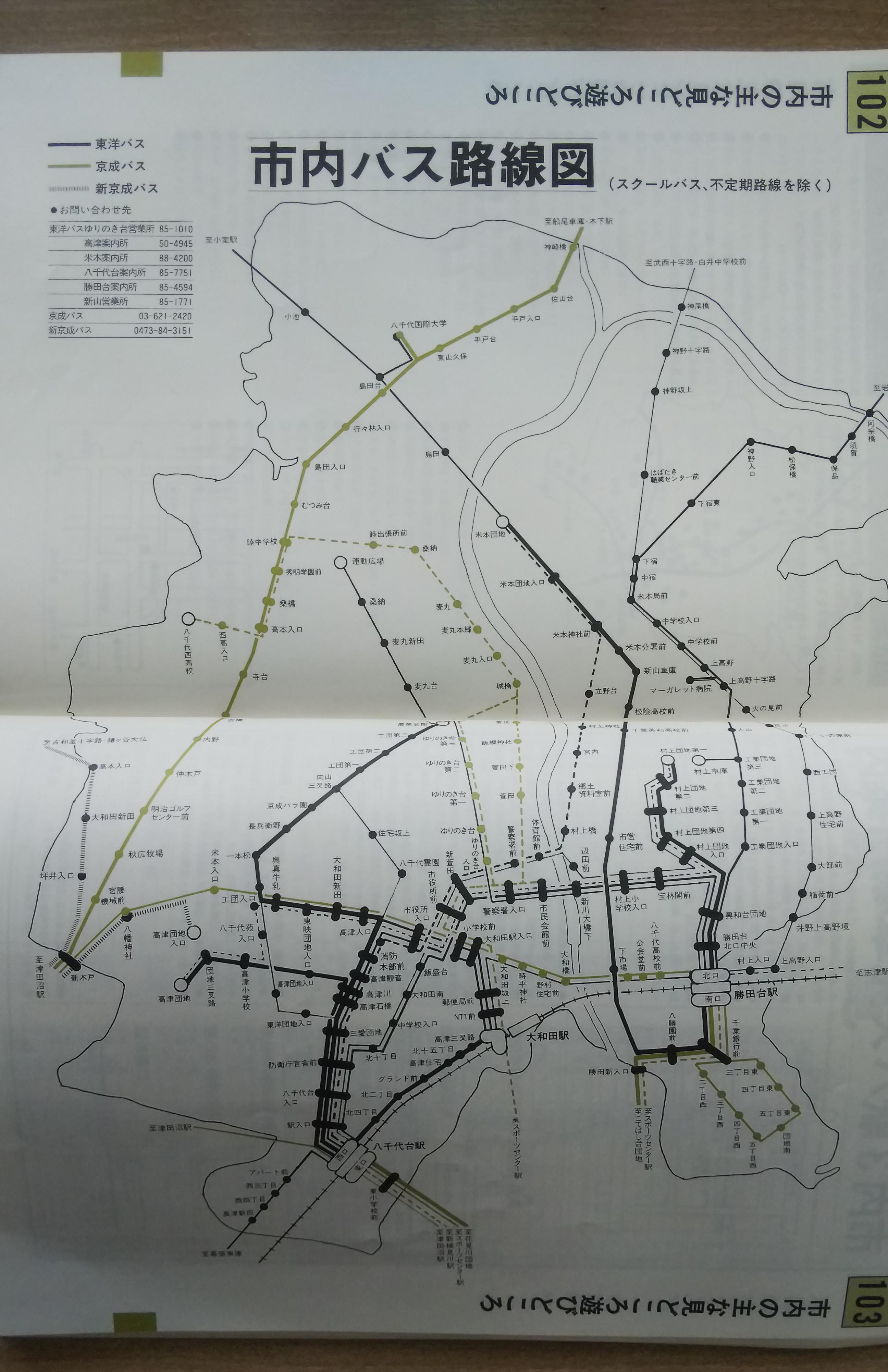
東葉高速鉄道開業前の、八千代市のバス路線網。黒色が東洋バス

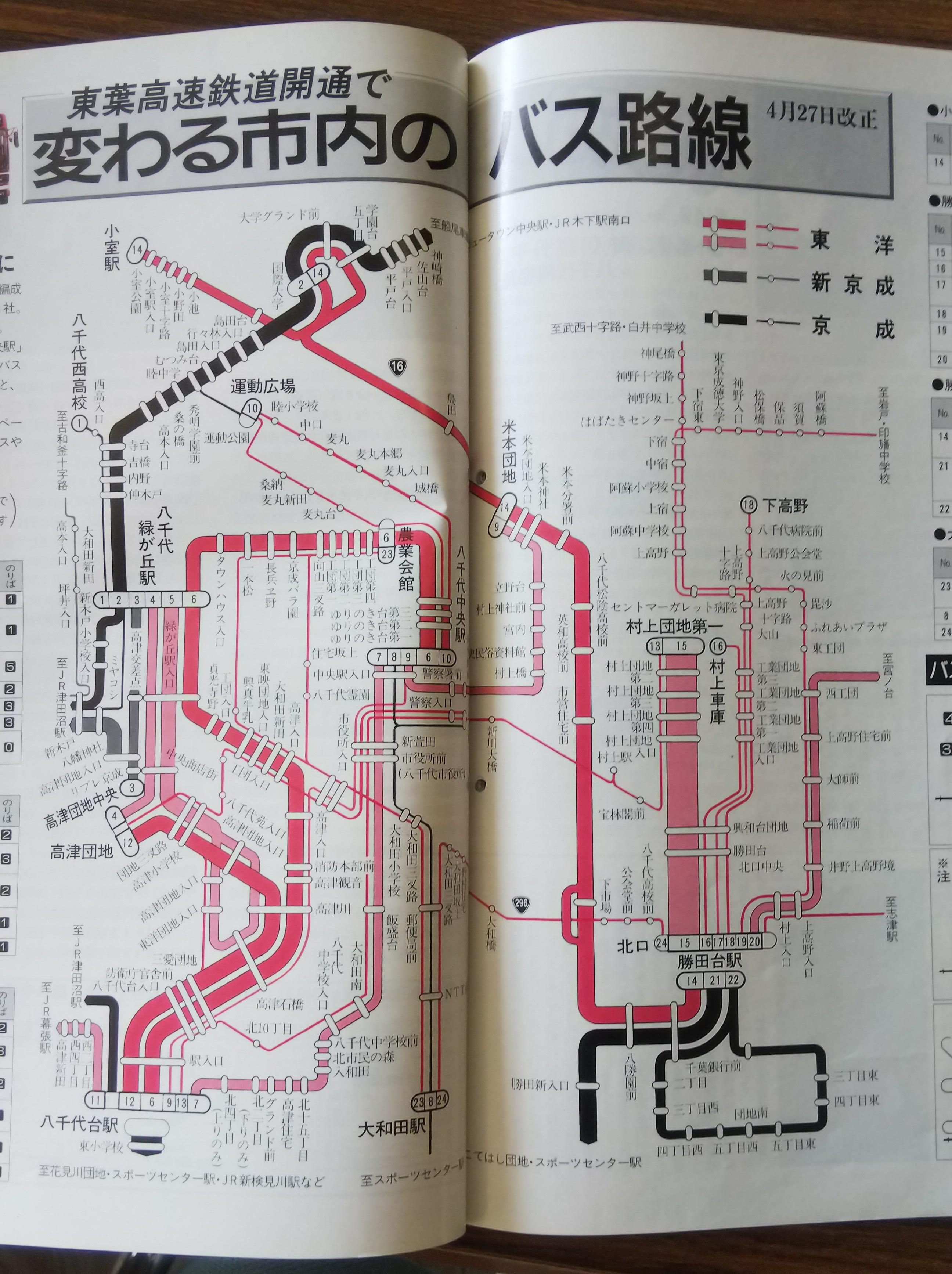
東葉高速鉄道開業直後の、八千代市のバス路線網。赤色が東洋バス

表 東葉高速鉄道開通時の全路線
| 起点         | 終点             | 経由地                                                                       |
| 八千代台駅   | 八千代中央駅     | 高津川・貞光寺野・緑が丘駅・タウンハウス入口・農業会館                       |
| 八千代台駅   | 八千代中央駅     | グランド前・入和田・飯盛台・新萱田                                           |
| 八千代台駅   | 米本団地         | 三愛団地・高津入口・八千代中央駅・村上橋・宮内                               |
| 八千代台駅   | 村上団地         | 三愛団地・大和田南・新川大橋・村上駅                                         |
| 八千代台駅   | 高津団地         | 高津川                                                                       |
| 八千代台駅   | 高津団地         | 東洋団地入口                                                                 |
| 大和田駅     | 農業会館         | 一本松・工団第三                                                             |
| 大和田駅     | 農業会館         | 八千代霊園・工団第三                                                         |
| 大和田駅     | 勝田台駅北口     | 大和田三叉路・下市場                                                         |
| 勝田台駅     | 小室駅           | 米本団地・国際大学                                                           |
| 勝田台駅北口 | 村上団地第一     | 勝田台北口中央                                                               |
| 勝田台駅北口 | 白井中学校       | 大師前・ふれあいプラザ・火の見前・阿蘇中学校・武西十字路・白井町福祉センター |
| 勝田台駅北口 | 志津駅           | 村上入口・上高野入口                                                         |
| 勝田台駅北口 | 岩戸／印旛中学校 | 上高野工業団地・阿蘇中学校・保品                                             |
| 勝田台駅北口 | 村上車庫         | 上高野工業団地                                                               |
| 勝田台駅北口 | 下高野           | 上高野工業団地・上高野公会堂・八千代病院前                                   |
| 勝田台駅北口 | 宮ノ台入口       | 大師前                                                                       |
| 緑が丘駅     | 高津団地         | 中央商店街                                                                   |
| 緑が丘駅     | 緑が丘循環       | 高津団地・東洋団地入口・高津川・高津団地                                     |
| 八千代中央駅 | 米本団地         | 宮内                                                                         |
| 八千代中央駅 | 運動広場前       | 農業会館・桑納                                                               |
| 八千代中央駅 | 運動広場前       | 城橋・麦丸・睦小学校                                                         |
| 高津団地     | 市民会館         | 八千代苑入口、大和田新田、新萱田                                             |
| JR幕張駅     | 八千代台駅       | 高津新田                                                                     |
| JR幕張駅     | 日立製作所       | 東習志野二丁目                                                               |
| JR幕張駅     | 長作町           | 小谷津                                                                       |

### 幕張地区の分社化
西側の幕張地区については、ローカルである幕張駅〜長作町は堅調であったが、本線格である幕張駅〜八千代台駅は乗客が少なかった。もともと大和田から国鉄駅に直通できることを目的として作られた路線であったが、路線新設後わずか8年で八千代台駅が開業し、大和田付近の交通は同駅と大和田駅を使えば大抵のことが済むようになった。八千代台〜実籾間については、京成が類するバス路線を運行しており独自性はあまりなかった。
これに加えて、1967年には京葉道路が開通し武石インターチェンジが設置されたことで、幕張〜武石〜実籾間の道路が渋滞するようになってきた。幕張〜長作町線は途中から別の道にエスケープするため定時性を維持しやすかったが、八千代台方面の本線はこれがかなわなかった。また、本線は1時間に1本程度の少ない運行頻度であったため、あまりにも著しい遅延になれば乗客離れにつながるものであった。しかし無ければ無いで困る区間でもあり、路線の維持は行われてきた。
平成になると、長作町〜（京葉道路）〜海浜幕張駅の開通を皮切りに、幕張駅入口〜海浜幕張駅、幕張駅入口〜ベイタウンと言ったベイエリアへの路線を開通していった。しかし、幕張駅入口ターミナルの立地条件があまりよくないために利用客は定着せず、数年のうちに減便または廃止になってしまった。
そのような中、バス路線の新設・改廃について規制が緩和され、各バス事業者は以前より容易に路線や運行区間の存廃を決められるようになった。このため、各事業者は路線の新設・改良について従来以上に推進する必要が生じ、また経営改善の意図もあって分社化を行うようになった。この流れを受け、東洋バスも2002年2月1日に子会社である千葉シーサイドバスを創設し、幕張地区の路線を同社に委譲したのである。
分社化により、東洋バスの路線のエリアはほとんどが八千代市内に集約されることとなった。一方、千葉シーサイドバスは当初こそ東洋バス時代と同じ運行をしていたが、幕張駅前の踏切が立体交差化したことをきっかけに海浜幕張駅への路線の直通を図り、新たな乗客の獲得を図ることとなった。

## 営業所など

### 本社

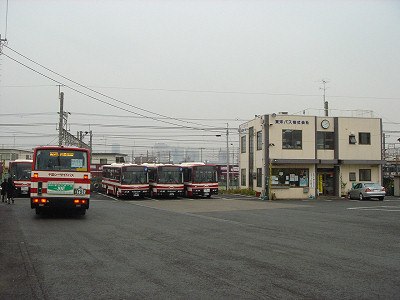
本社
(兼・千葉シーサイドバス本社)

東洋バスの本社は、JR東日本幕張駅北口の近く（千葉県千葉市花見川区幕張町）にある。子会社である千葉シーサイドバスの本社もここである。千葉シーサイドバスの幕張営業所（車庫）を併設しており、かつてはJR幕張駅停留所を併設していたが、2018年にロータリーが新設され移転し、現在は営業所機能のみとなっている。

### 新山営業所・車庫
新山営業所は現在、東洋バスの唯一の営業所であり、国道16号線沿線の八千代松陰中学校・高等学校の近く（千葉県八千代市村上）にある。八千代松陰中学校・高等学校、千葉英和高等学校、秀明大学のスクールバス用の車両も在籍する。
- 所在地：八千代市村上650－1

### 過去の営業所
以前は、八千代中央駅の真西（千葉県八千代市ゆりのき台）に、ゆりのき台営業所もあり、こちらが核となっていた。このゆりのき台営業所は、もともと大和田駅南側に位置していた大和田営業所が移転してきたものであった。

### 貸切事業
貸切部門は、印西市船尾に車庫を置く。2001年5月30日に貸切事業をニュー東洋バスとして分離独立したが、2009年3月24日をもって事業停止し、東洋バス本体に統合されている。

## 路線バス（現行路線）

### 米本団地線
- 11：勝田台駅〜下市場〜米本神社〜米本団地
  - 1970年：米本団地線の運行を開始する。
  - 昭和50年代：米本団地〜小池を延伸する。その後、北総開発鉄道（当時）小室駅まで延伸する。
  - 2003年9月15日：米本団地〜小室駅、米本団地〜秀明大学〜小室駅間を短縮する（小室線の廃止）[4]

京成電鉄の勝田台駅南口と米本団地を結ぶ路線。同団地の主要輸送手段であるとともに、国道16号線上の各学校への通学路線の役割や、途中の米本地区への足である。当路線は新山営業所の前を通るが、新山車庫というバス停はなく、八千代松陰高校前が最寄の停留所であるが、そこまでの区間便はない。このため、出入庫は米本団地までの回送という形で行われる。
当路線の開通は、米本団地の入居開始である1970年である。当時は勝田台駅は北口が全く整備されていなかったため、南口にバス停が設けられた。南口のバス停が「勝田台駅南口」ではなく、「勝田台駅」であるのはそのためである。勝田台駅北口の整備後も、当路線は南口発着が維持されている。北口からに比べて国道16号線に入るまでの距離は長いものの、南口の方が商業施設の充実などもあり利便性が高いことも影響している。
開通時は国道16号線の京成本線をまたぐ陸橋が無かったため、ごく初期に限って八千代高校を経由していたことがある。その後、昭和50年代に八千代市北端の小池、さらに北総線・小室駅へと順次延伸を行った。さらに、八千代国際大学（現・秀明大学）を経由するようにもなった（同校の開校は1988年だが、この線が経由するようになったのは平成になってからである）。ただし、これら延伸区間の運行本数は少なく小室駅まで延長されて以降の発着便は1時間に1本しか無かった（米本団地以南は15分間隔で運行）。結局、千葉県生活交通地域協議会に退出意向が提出され、利用者が少ないことが影響してか、2003年9月に米本団地までの運行に短縮された。
近年まで、ラッシュ時のみ一部に「陸橋経由」という便が運行されていた。これは、国道16号と296号との交差点（下市場）の渋滞を避け、立体交差の陸橋を通るもので、陸橋下にある下市場停留所を経由しなかった。

### 米本八千代中央線、米本八千代台線、米本医療センター線
- 15：八千代中央駅 - 米本団地(米本八千代中央線)
- 17：八千代中央駅→八千代松陰高校→米本団地(米本八千代中央線)
- 18：八千代医療センター - 八千代中央駅 - 米本団地(米本医療センター線)
  - 2019年（平成31年）4月15日 - 八千代台駅 - 米本団地を廃止[5]。

八千代中央駅から米本団地に至る路線である。新川を東に渡ると、その後は国道16号線に並行した旧道を北上していく。米本団地は勝田台駅からのバスが主な足となっているが、この路線のおかげで市役所、市民会館、医療センターへの足が確保されている。通学時にのみ八千代松陰高校経由便が運行される。2019年4月15日をもって『16：八千代台駅 - 米本団地(米本八千代台線)』は廃止されている。廃止以前より八千代台駅への便は非常に少なく、ほとんどが米本団地 - 中央駅の折返し運行となっていた。

### 八千代台医療センター線、八千代中央医療センター線
- 43：八千代台駅〜緑が丘駅〜八千代中央駅〜八千代医療センター(八千代台医療センター線)
- 50：八千代台駅〜グランド前〜八千代中央駅〜八千代医療センター(八千代台医療センター線)
- 80：八千代中央駅〜八千代医療センター(八千代中央医療センター線)

八千代工業団地を通る路線。運行回数は比較的多いが、運行ダイヤは等間隔となっていない。

### 村上団地線
- 21：勝田台駅北口〜村上団地入口〜村上団地第一～村上団地・村上車庫
- 62：勝田台駅北口～村上団地入口〜村上団地第一～村上団地・村上車庫～ほうゆうの里～もえぎ野車庫（村上団地経由もえぎ野車庫線）
  - 1976年（昭和51年）6月 - 路線を開設[6]。なお、勝田台駅北口バス停は、八千代市が土地を借用し、住宅・都市整備公団が賃料を負担[6]。
  - 1994年（平成06年）6月 - 勝田台駅北口バス停の借地賃料について、八千代市負担に変更[6]。
  - 2018年（平成30年）12月16日 - 深夜バスの運転を休止[7]。
  - 2020年（令和02年）10月1日 - 借地を返還するため[8]、勝田台駅北口バス停の位置を見直し、ロータリ内に変更[9]。
  - 2022年（令和04年）5月1日 - 運転区間を村上団地第一から村上団地・村上車庫まで延長、もえぎ野車庫までの62系統の運行を開始[10]。

京成電鉄の勝田台駅北口と村上団地を結ぶ路線である。勝田台駅北口を発着する路線のメインとなっている。当路線は米本団地線と同じように本数が多く、しかも短距離路線なので採算性がいい。なお、村上団地近辺に東葉高速鉄道線村上駅が開設されたため、乗客が若干減少したが、本数には大きな変化はなく現在でも15分間隔を保っている。
当路線の開業により東洋バスとして勝田台駅北口停留所が新設された。なお、当時はこの線だけが同停留所を使用していた（なお、京成電鉄（当時）は先に停留所を設置していた）。
車両の行先方向幕では「村上団地」行となっているが、2022年4月までは「村上団地第一」を終点とし（これは京成バスこてはし団地線と同じ）、その先にある小さな折返場で折り返す運用であった。この折返場は上高野工業団地線の終点にもなっている村上車庫であったため、2022年5月1日のダイヤ改正で「村上団地・村上車庫」（同日に「村上車庫」より改称）へ延伸され、村上車庫より先、岩戸線方面へ向かう系統が新設された。

### 八千代中央村上線
- 22：八千代中央駅〜村上駅～村上団地第一～村上団地・村上車庫
  - 2022年（令和04年）5月1日 - 運転区間を村上団地第一から村上団地・村上車庫まで延長[10]。

中央駅〜村上団地線は元々、八千代台駅〜八千代中学校〜市民会館〜勝田台駅（または村上団地）というルートを走っていた。八千代台駅〜村上団地系統が前記の通り1983年3月15日、八千代台駅〜勝田台駅系統は1985年10月16日の開通である。なお、これらの線は八千代台中学校入口・飯盛台付近を経由していた（この付近の停留所ができたのは1984年3月21日）。
その後、東葉高速鉄道の開通により村上団地便だけが残され、村上駅を経由するようになったが、中央駅は非経由。2001年の改正では中央駅発着に短縮され、本数も一往復しかない。
2022年5月1日のダイヤ改正より、村上団地線と同様に「村上団地・村上車庫」へ延伸された。

### 高津団地線
- 31：八千代台駅〜高津団地
- 32：八千代台駅〜（新道）〜高津団地

京成電鉄の八千代台駅西口と高津団地を結ぶ路線である。言うまでもなく、高津団地の住民はこの路線を利用するが、途中においても八千代市の住宅密集地帯である八千代台北地区などを走っているため乗客が多い。八千代台駅〜緑が丘駅〜中央駅線と重複する八千代台駅〜高津川間は、日中、1時間に7〜8本と高頻度で運行されている。なお、ラッシュ時には高津団地〜八千代台駅の到達時間の短縮を目的に、「新道経由」と呼ばれる高津川を経由しない便が現れる。
なお、以前は大和田駅や市役所への足の確保や、営業所への出入などのために大和田駅〜高津団地線もあった（2時間に1本程度）。これが廃止された後に、今度は高津団地〜市民会館という、駅を通らない路線が設けられたこともあった（1984年6月22日開通。その後、一時は村上団地まで延伸された模様）。現在、これらの路線がない代わりに八千代市公共施設循環バス（ぐるっと号）がその役目を担っている。
高津団地を発着する路線は、別の項で触れる八千代緑が丘循環線や、船橋新京成バスによる津田沼線もある。後者の津田沼線は八千代台〜高津団地線とほぼ同等の本数を運行しており、バランスが保たれている状態と言える。

### 八千代台緑が丘線、高津団地緑が丘線
- 35：八千代台駅〜高津団地〜緑が丘駅(八千代台緑が丘線)
- 36：高津団地〜緑が丘駅(高津団地緑が丘線)

八千代緑が丘駅を発着する路線は、前述の八千代台駅〜中央駅線の他に、この高津団地に至る路線があり、開業日は東葉高速線の開業日と同じ。1998年7月15日までは緑が丘駅→団地三叉路→東洋団地入口→高津川→団地三叉路→緑が丘駅という循環線と緑が丘駅〜高津団地の折返便の2線があった。それに加えて、新京成が緑が丘駅〜高津団地中央（団地三叉路の近く）という路線を開通した。その後、紆余曲折を経て、今のところは、東洋単独で緑が丘駅〜高津団地を運行している。ただし、実質的には高津団地からさらに先、八千代台駅まで高津川経由で通し運行している。

### 八千代台八千代中央線
- 41：八千代台駅〜緑が丘駅〜八千代中央駅
- 51：八千代台駅〜グランド前〜八千代中央駅

緑が丘駅経由中央駅線は、もともと八千代台駅〜高津観音〜長兵衛野〜農業会館線であり、現在では東洋バスの本線格。1996年の東葉高速線開通に伴い、緑が丘駅と中央駅の両駅に繋がるようにルート変更された。利用しやすいのかどうかよくわからないが、このルート変更によって八千代台から一本松以北に行くには多少遠回りになっている。その後、2001年6月改正にて昼間の全便が緑が丘駅で分割運行されたこともあるが、あまりにも不便ということからか現在は全便が通し運行に戻された。
グランド前経由中央駅線は八千代台駅〜グランド前〜大和田駅（東葉高速線開通直前には、一部の便が大和田駅より先、〜市役所〜高津石橋〜八千代台駅と循環）線だったものをルート変更して、中央駅につなげたものである。大和田駅のすぐそばまで行くのにその直前でころっとルートを変えてしまい、八千代市役所を通ることも特徴で今のところ20-30分おきの運行。

### 岩戸線関連
- 61：勝田台駅北口〜岩戸線(岩戸線,休止)
- 64：勝田台駅北口〜もえぎ野車庫(もえぎ野線)
- 65：勝田台駅北口～西工団～もえぎ野車庫
- 66：勝田台駅北口〜阿宗橋(阿宗橋線)
- 23：勝田台駅北口〜村上団地・村上車庫(村上車庫線)
  - 2006年（平成18年）10月1日 - 岩戸線を休止[11]。
  - 2022年（令和04年）
    - 5月1日 - ダイヤ改正により阿宗橋線、もえぎ野線は減便[12]。
    - 10月1日 - 阿宗橋線の「上高野十字路 - 阿蘇小学校前 - はばたき職業センター」の経路を見直し、もえぎ野線と同様に「上高野十字路 - 八千代ゴルフクラブ前 - はばたき職業センター」に変更[13][14]。

岩戸線は東洋バス創業時の路線である。当初は、大和田駅〜下市場〜辺田前〜宮内〜米本（現・阿蘇小学校）〜神野（旧道上、神野十字路の約200m西）〜保品〜岩戸、というルートであった。なお、道路の整備の都合上、ごく初期に吉田を折り返していたとのことである。
この路線ができた理由は、それまで木下側にしか無かったバス路線（京成によるもの、のち阪東に移管）を反対側の京成線にもつなげたいという地元の要望によるものである。当時舟戸大橋が無かった関係で、バスによる最寄の駅は大和田になってしまい、そのような路線ができた。
それからしばらくはルート変更が無かったが後に下宿、保品付近のルート変更（神野地区が非経由となる）が行われた。神野地区を通る路線は他に白井線があったが、これは大師前経由であったため代替にはならず、南側は岩戸線とほぼ同じルートで、下宿以北で逆水、神野を経由する神野循環線を新設したが、短命に終わった。
さらに、1985年頃には大和田駅発着を勝田台駅北口発着に変わり、上高野工業団地経由に変更された。この関係で、米本（現・阿蘇小学校）以南のルートは全く変わってしまった。同時に、大師前、上高野十字路、上高野工業団地を循環する上高野循環線と、村上車庫または上高野十字路の折返便などが新設され、現在は村上車庫折返便のみ。
1994年1月に日医大北総病院が開院し、これに伴い、岩戸から同病院まで延長が行われた（バス路線の開通日は不明）。最初は複数便あったが、利用者がほとんど見られなかったため、数年のうちに1往復に減らされ、1999年11月には廃止されてしまった。
その後、白井線の廃止に伴い、神野十字路を通るバスが無くなってしまったため、一部の便が神野十字路を経由するように変更された。ただし、設定されたのは往復1本ずつと大変少なかった。この経由便については、2004年より神野地区の南に造成中のもえぎ野住宅地内を通るようルートが変更され、神野十字路は通らなくなっている。その後、もえぎ野地区の入居者増加に伴い、2005年4月1日よりこのルートを通りもえぎ野車庫までの折返便（もえぎの線）が設けられるとともに、宅地内に停留所が増設された。なお、もえぎ野車庫には駐輪場が設けられており、近隣からのサイクルアンドライドが可能である。
この便の開通でもえぎ野車庫までは大幅増回となったわけであるが、岩戸までの便に限ればここ十数年で本数が少しずつ減らされている。平成初頭は1〜2時間おきだったものが、2005年1月時点では、数時間に1本となってしまい、休日は4往復になってしまい、千葉県や八千代市、旧印旛村が補助金を交付して運行維持に努めた。
東の方についてだが、阿蘇橋停留所より東側が印旛村の区間である。バス停の名称は「阿蘇橋」だが、橋の名前は「阿宗（あそう）橋」である。阿宗の「阿」は阿蘇（かつてこの地域は阿蘇村だった）、「宗」は宗像（やはり旧村）のことである。バス停名称が「阿蘇橋」になってしまった理由は不明である。岩戸は宗像地区の中心地、と言っても単なる道路の途中という感じである。臼井駅から運行している大成交通の同位置にある停留所名は「中里」と言う。同社の岩戸停留所は東洋では「岩戸三ツ角」に相当する。この大成交通の2つの停留所名は、かつて木下駅〜京成臼井駅間を運行していた阪東バスのバス停の名称と同一だが、この2つが同じということで、他の停留所に異なるものもある。
岩戸線の折返しは岩戸停留所近傍ではなくさらに北側に折返場がある。ここは、かつて阪東バスが大廻新道という停留所を設けており、そこまでの折返便もあった。折返場も阪東と東洋の共用であったが、その後東洋の専用となった。
その後2006年4月1日に、旧印旛村による宗像路線バスの一部の便が吉田地区まで乗り入れることとなり、吉田〜岩戸〜印旛日本医大前駅間の足が確保された。これを受け、東洋バスは勝田台駅北口〜岩戸間の路線を休止することを千葉県バス対策地域協議会葛南分科会に申し出た。同分科会の協議の結果、同線の休止を認め、もえぎ野線の一部の便を八千代市東端の須賀地区まで延伸することで、同線のほとんどの区間を他のバス路線が包含することとなった。また国、県、関係市村からの補助金の交付は2006年9月30日までとなった。これらを受けて、翌10月1日付で同線を休止し、もえぎ野線のうち平日の4回を阿宗橋（同日付で阿蘇橋より改称）まで延長することとした。
2024年12月の宮ノ台循環線における路線再編に関連して、同ダイヤ改正より[65]の運行が開始された。この系統は勝田台駅北口を出発すると、工業団地第二まで上高野循環線と同様の経路を走行し、その後はもえぎ野車庫方面へと向かう系統となっている。

### 上高野循環線
- 74A：勝田台駅北口〜工業団地入口～西工団～勝田台駅北口（循環・外回り）
- 74B：勝田台駅北口～西工団～工業団地入口～勝田台駅北口（循環・内回り）
- 70：勝田台駅北口〜西工団
  - 2024年（令和06年）12月1日：宮ノ台線の内、京友会団地入口 - 西谷津公園間を廃止するとともに、路線再編を実施する[15][16] 。

上高野循環線の起源は、1996年4月に山万線北側の宮ノ台地区の新しい連絡手段として開通した「宮ノ台線」であった。開通当初は往復とも西谷津公園入口経由であった。その頃は、京成電鉄が今宿線として、井野（現・梵天塚停留所の300mほど東側）〜志津駅入口〜月山神社〜先崎（まつさき）という路線を運行しており、これとなるべく重複しないようなルートであった。その後、京成は井野〜先崎間を廃止することとなったため、東洋バスが代替路線として京友会団地入口から南に至って志津駅に至る支線を設け、ラッシュ時を中心に運行した。同時に旧井野停留所付近の乗客への利便性を図り、宮ノ台入口側もループ運行に変更し、西谷津と梵天塚の2停留所が京成時代と同じ場所に設けられた。（なお、この線の開通により、勝田台駅〜上志津入口〜志津線は廃止となった。）その後、志津駅側はあまり乗客が定着しなかったらしく、結局廃止になっている。
宮ノ台入口付近は山万線を使用してユーカリが丘駅に出ることもできるのだが、バスを利用すれば京成の特急停車駅、または地下鉄への直通駅に出られ、乗り換えが一回減らせる。このため、ラッシュ時を中心に意外と本数が多い。ただし、山万線にあまり影響を与えないためか、団地内のバス停は宮ノ台入口だけであった。
2006年に入り新車（大型ノンステップ、中型ワンステップ）が導入されている。
2024年12月、深刻な運転手不足を背景に路線の大規模な再編を実施した。この再編で西工団～西谷津公園間を廃止し、西工団から工業団地方面へ回って勝田台駅北口まで戻る新たな運行形態となった。午前は外回り、午後は内回りを基本として運行され、夕方～夜間にかけては西工団どまりの便が数本(土休日は最終便の1本のみ)運転される。
なお、同再編によって宮ノ台・ユーカリが丘地区への乗り入れは無くなった。

## 代替バス（コミュニティ路線含む）

### 八千代市コミュニティバス
2012年9月1日から2013年8月31日まで試行運行し、2013年9月1日から最終便の運行時間を繰り上げて期間を延長している。
南部コース
- 勝田台市民文化プラザ方面：八千代台南市民の森→八千代台駅東口→八千代台東子供の森→八千代台北二丁目→八千代台駅西口→愛宕公会堂→八千代台駅西口→八千代台北三丁目→大和田駅入口→大和田駅→八千代市役所→八千代中央駅→市民体育館→村上駅→台町公園→勝田台市民文化プラザ
- 八千代台南市民の森方面：勝田台市民文化プラザ→台町公園→村上駅→市民体育館→八千代中央駅→八千代市役所→大和田駅→大和田駅入口→八千代台北二丁目→八千代台駅西口→愛宕公会堂→八千代台駅西口→八千代台北三丁目→八千代台東子供の森→八千代台駅東口→八千代台南市民の森
- 勝田台市民文化プラザ方面1便・3便：八千代台南市民の森→（八千代台駅東口通過）→八千代台東子供の森
- 八千代台南市民の森方面1便：八千代台東子供の森→八千代台駅東口→八千代台南市民の森

勝田台市民文化プラザ方面1便・3便と、八千代台南市民の森方面1便は、平日のみ運行。
村上駅コース
- 米本団地〜逆水入口〜もえぎ野〜神野十字路〜少年自然の家入口〜上高野公会堂〜ふれあいプラザ〜大師前〜黒沢台〜村上駅

平戸橋コース
- 米本団地→八千代ふるさとステーション→島田十字路→大学前→神崎→平戸→神野十字路西→もえぎ野→逆水入口→米本団地

阿蘇小学校通学支援コース
- 米本団地〜米本団地入口〜阿蘇小学校〜もえぎ野〜神野十字路〜少年自然の家入口〜上高野公会堂〜ふれあいプラザ

平日のみ運行。

### 八千代市公共施設循環バス（ぐるっと号）
Aコース
- 八千代市民会館〜八千代市役所〜大和田駅入口〜八千代台東子供の森〜八千代台南市民の森〜愛宕公会堂〜八千代台図書館〜高津団地入口〜大和田新田下区公会堂〜八千代市役所〜八千代市民会館

Bコース
- 八千代市民会館〜八千代市役所〜八勝園前〜勝田台市民文化プラザ〜村上駅入口〜大師前〜ふれあいプラザ〜上高野公民館〜神野十字路〜はばたき職業センター〜阿蘇中学校〜村上支所〜村上駅入口〜八千代市民会館

Cコース
- 八千代市民会館〜八千代市役所〜萱田小学校〜八千代ふるさとステーション〜米本団地〜平戸〜小池〜島田入口〜睦運動広場〜麦丸本郷〜郷土博物館〜八千代市民体育館〜八千代市民会館

## スクールバス
- 新山営業所・車庫:八千代松陰中学校・高等学校・千葉英和高等学校・秀明大学

## 廃止・撤退路線
区間廃止も含む。

### 大和田営業所
発着の営業所は移転後閉鎖。以下は全て区間廃止。
米本団地～小室駅
- 停留所 - 米本団地-島田-島田台-小池-小野田-小室十字路-小室駅入口-小室公園-小室駅
- 廃止時期　- 平成15年9月

（米本）下宿～神野十字路
- 停留所 - 下宿-稲荷前-稲荷三叉路-逆水-神野十字路
- 廃止時期　-

（米本）下宿～白井中学校
- 停留所 - 下宿-神野坂上-神野十字路-神尾橋-船尾-船尾坂上-町田-戸神入口-武西分校（安養寺）-武西十字路-谷田-谷田集荷所（西福寺）-薬師寺前（清戸）-宗象神社-清戸入口-神々廻（神々廻下）-木戸入口-神宮寺入口-白井（白井公民館）-白井局前（本白井局）-白井三叉路-白井役場（白井）-白井役場前（白井公民館）-白井中学校
- 廃止時期　-

阿蘇橋～岩戸
- 停留所 - 阿蘇橋（阿宗橋）-吉田-宮前-西方入口-岩戸三ッ角-岩戸
- 廃止時期　-

中学校入口～下高野
- 停留所 - 中学校入口（上宿）-火の見下-下高野
- 廃止時期　-

上高野入口～志津駅
- 停留所 - 上高野入口-井野町-上志津入口-志津駅
- 廃止時期　-

### 八千代台駅
以下は系統の廃止。
八千代台駅～米本団地
- 沿革 - 東葉線八千代中央駅開業に伴い、新萱田-警察署前間で同駅に乗り入れ。系統廃止後は2分割で運行。
- 停留所 - 全て他系統として存続
- 廃止時期　- 平成31年4月

### 勝田台駅北口
宮ノ台線
71：勝田台駅北口〜宮ノ台入口（循環）
運転手不足により、京友会団地～宮ノ台入口～西谷津公園の循環部を廃止、残存区間の勝田台駅北口～西工団は上高野循環線などへ。
廃止時期　2024年11月

## 車両
東洋バスの車両は、開業当初から三菱ふそう製が大多数を占めていた。のちに富士重工製ボディーを架装した日野自動車製・日産ディーゼル製の車両もごくわずかだが配置されていた。近年はいすゞ自動車製の車両も配置されている。
中型車は前後扉車だったが、ワンステップバス以降は前中扉車になった。
モノコック末期頃から角型の後部標識灯を採用し、スケルトンボディになってからは、中型車の初期に導入された車両以外はメトロ窓を採用した。
一部の車両は子会社の千葉シーサイドバスに譲渡され、塗装は東洋バス時代のままで使用されているが、東洋バスへ戻ってきた車両もある。

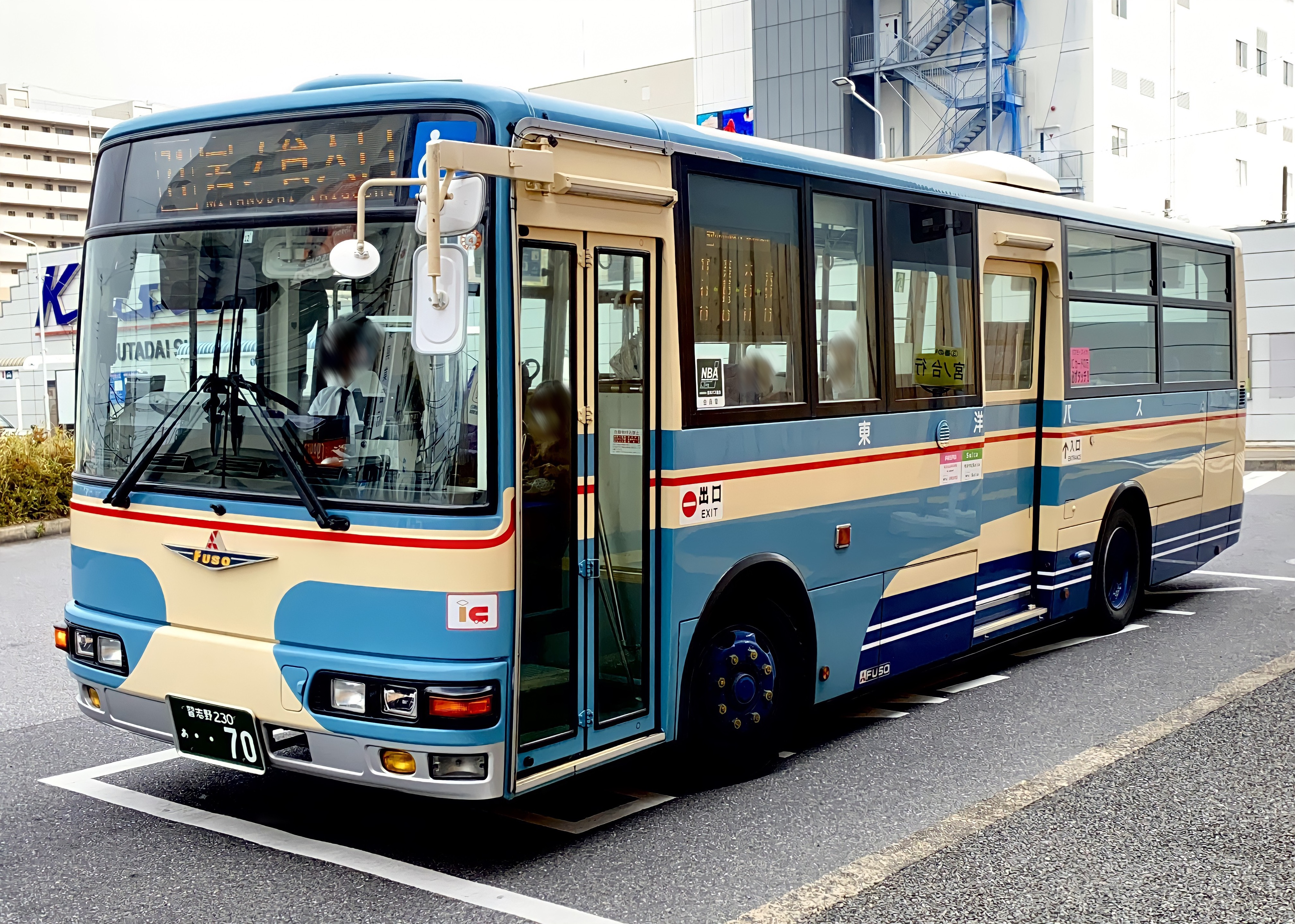
旧塗装復刻車

## 関連会社
- 千葉シーサイドバス
- 東洋観光（旅行会社）
- 東洋モータースクール（自動車教習所）